# Clymenura annulata
Clymenura annulata är en ringmaskart som beskrevs av Mohammad 1980. Clymenura annulata ingår i släktet Clymenura och familjen Maldanidae. Inga underarter finns listade i Catalogue of Life.